# Universidad Tecnológica de Panamá
La Universidad Tecnológica de Panamá (UTP) es una universidad pública de Panamá, con sede en la ciudad capital, siete centros regionales extendidos en el país y además dos extensiones.

## Historia
Surge a partir de la antigua Facultad de Ingeniería de la Universidad de Panamá, que en 1975 pasó a ser el Instituto Politécnico y, ante la necesidad de un nuevo modelo de universidad, se transforma en la Universidad Tecnológica de Panamá, mediante la Ley 18 de 13 de agosto de 1981. El 9 de octubre de 1984 se organiza definitivamente la Universidad Tecnológica de Panamá, mediante la Ley 17.
Luego de un gran activismo de estudiantes, docentes y administrativos, en 1986 el Gobierno Panameño asignó 60 hectáreas de terreno en las inmediaciones de la Vía Ricardo J. Alfaro, a fin de establecer allí la sede definitiva de la Universidad Tecnológica de Panamá.
La entrega a la nación de profesionales se da sin interrupción a partir de la Promoción de 1981. Hasta el año 2021 se han graduado más de 80,000 profesionales.
Esta Universidad inició con seis carreras de licenciatura y quince carreras de técnico. Su actual oferta educativa evidencia su crecimiento institucional. Al año 2022 se impartieron 150 carreras y programas en los diferentes niveles, como sigue: 7 Doctorados, 56 Maestrías, 18 Postgrados, 1 Profesorado, 4 Especializaciones, 28 Licenciaturas en Ingeniería, 27 Licenciaturas y 9 carreras Técnicas; de las cuales 7 son Técnicos en Ingenierías y 2 Técnicos. de estudios avanzados, veintiocho carreras de licenciatura y veintiún carreras técnicas. En cuanto a la demanda, la misma se ha incrementado de 5.735 estudiantes en 1981 hasta alcanzar 27,210 en el 2021.
En el 2021, contaba con una planta docente de 1.750 profesores, 31.4% a tiempo completo, 125 Investigadores y 1,886 administrativos. La Universidad Tecnológica de Panamá es líder nacional en investigación del área ingeniería; sirve de centro de referencia y peritaje en tecnología.[cita requerida]

## Organización
- Rectoría
- Vicerrectoría Académica
- Vicerrectoría Administrativa
- Vicerrectoría de Investigación Postgrado y Extensión
- Secretaría General
- Planificación Universitaria
- Órganos de Gobierno
  - Consejo General Universitario
  - Consejo Académico
  - Consejo de Investigación, Postgrado y Extensión
  - Consejo Administrativo

## Facultades
- Facultad de Ingeniería Civil. Tiene sus orígenes en los Cursos Superiores de Agrimensura y Topografía del Instituto Nacional. Al crearse la Universidad de Panamá en 1935, estos cursos formaron parte de la Facultad de Ciencias donde estos estudios tenían una duración de tres años y permitían optar por el título de Agrimensor Geodesta. Posteriormente, se reformaron los recursos, estudios y programas del tercer año para brindar la carrera de Ingeniería Civil; a la cual luego se le agregó el IV año y finalmente se extendió a 5 años de estudios. En 1941 se constituyó la Facultad de Ingeniería, en 1943 se agregó la carrera de Arquitectura, formalizándose la Facultad de Ingeniería y Arquitectura. La primera graduación de ingenieros civiles se realizó en 1944. El departamento de Ingeniería Civil continuó su desarrollo dentro de la antigua Facultad de Ingeniería y Arquitectura de la Universidad de Panamá, en el año 1975 pasa a ser Instituto Politécnico. Luego se convierte en Universidad Tecnológica, mediante la Ley 18 del 13 de agosto de 1981, así el Departamento de Ingeniería Civil se instituye en lo que hoy se denomina Facultad de Ingeniería Civil.[17] La Facultad de Ingeniería Civil ha experimentado cambios desde sus raíces en la década de los 30 con sólo cursos de enseñanza superior. Para el año 2022 se impartieron 14  Maestrías, 1 Postgrado,  7 Licenciaturas en Ingeniería (Administración de Proyectos, Agrícola, Ambiental, Civil, Geomática, Geológica y Marítima Portuaria), 6 Licenciaturas (Ciencias Básicas de la Ingeniería, Operaciones Marítimas y Portuarias, Dibujo Automatizado, Edificaciones, Saneamiento y Ambiente, y Topografía),12 1 Licenciatura en Tecnología (en Riego y Drenaje) y 2 Técnicos en Ingeniería (en Carretera y en Riego y Drenaje).[13]

- Facultad de Ingeniería Eléctrica. Sus orígenes se remontan a la Facultad de Ingeniería de la Universidad de Panamá, en el año de 1962 ingresaron los primeros estudiantes de la carrera de Ingeniería Electromecánica donde cursaron los primeros tres años y completaron el programa de estudios en el Instituto Tecnológico de Estudios Superiores de Monterrey. En 1963 ingresaron los primeros estudiantes que cursaron su carrera completa en Panamá. Al formarse el Instituto Politécnico en 1975, la Escuela de Ingeniería Eléctrica pasa a ser el Departamento de Ingeniería Eléctrica. Este departamento brindaban las carreras de Licenciatura en Ingeniería Electromecánica, Técnico en Ingeniería con Especialización en Electricidad y Técnico en Ingeniería con Especialización en Electrónica.[18] En el año 2022, la Facultad de Ingeniería Eléctrica ofertó 1 Maestría (en Ing. Eléctrica), 3 Postgrados (en Ing. Eléctrica Industrial, en Ing. Electrónica Digital y en Telecomunicaciones), 7 Licenciaturas en Ingeniería (Eléctrica y Electrónica, Electrónica y Telecomunicaciones, Electromecánica, de Control y Automatización, Eléctrica, Electrónica y en Telecomunicaciones),12 3 Licenciaturas (Electrónica Digital y Control Automático, Electrónica y Sistemas de Comunicación, Sistemas Eléctricos y Automatización) y 3 Técnicos en Ingeniería (con Esp. en Electrónica Biomédica, con Esp. en Sistemas Eléctricos, con Esp. en Sistemas Eléctricos).[13]

- Facultad de Ingeniería Industrial. Tiene sus orígenes en la antigua Facultad de Ingeniería de la Universidad de Panamá. Creada en 1964, ofrecía inicialmente sólo la carrera de Licenciatura en Ingeniería Industrial. En el año 1972, se agregó la carrera de Técnico en ingeniería con Especialización en Mecánica Industrial. Al crearse el Instituto Politécnico pasó a ser Departamento de Ingeniería Industrial y Mecánica. Con la creación de la Universidad Tecnológica de Panamá en el año 1981, cada área académica de este departamento se separa, convirtiéndose en una Facultad independiente.[19] Para el año 2022 la Facultad de Ingeniería Industrial brindó 1 Doctorado, 19 Maestrías, 3 Postgrados, 4 Licenciaturas en Ingeniería (Industrial, Mecánica Industrial, en Seguridad Industrial e Higiene Ocupacional y Logística y Cadena de Suministros), 5 Licenciaturas (en Gestión Administrativa, Gestión de la Producción Industrial, Recursos Humanos y Gestión de la Productividad, Mercadeo y Negocios Internacionales, y Logística y Transporte Multimodal).[13]

- Facultad de Ingeniería Mecánica. Tiene sus inicios en la Facultad de Ingeniería de la Universidad de Panamá, cuando en el año de 1966 inicia el cuarto año de la carrera de Ingeniería Electromecánica. Marcando con ello el inicio de esta especialidad en la Educación Superior Nacional. En 1967 se abre la carrera de Ingeniería Mecánica-Industrial. La Escuela de Ingeniería Mecánica continúa operando durante la transición de Facultad de Ingeniería de la Universidad de Panamá a Instituto Politécnico. Durante este período, en el año de 1972, se crea la carrera de Técnico de Ingeniería con Especialización en Mecánica Industrial y en el año 1975 la carrera de Licenciatura en Ingeniería Mecánica. En julio de 1982, un año después de la creación de la Universidad Tecnológica de Panamá, se constituye la Facultad de Ingeniería Mecánica (FIM).[20] La Facultad de Ingeniería Mecánica para el año 2022 brindó 3 Doctorados, 5 Maestrías, 3 Postgrados, 3 Especialistas, 5 Licenciaturas en Ingeniería (de Energía y Ambiente, de Mantenimiento, Mecánica, Naval y Aeronáutica), 6 Licenciaturas (Administración de Aviación, con o sin opción a vuelo, Mecánica Automotriz, Mecánica Industrial, Refrigeración y Aire Acondicionado y Soldadura), 2 Técnicos en Ingeniería (de Mantenimiento de Aeronaves con esp. en Aviónica y Fuselaje y  de Mantenimiento de Aeronaves con esp. en Motores y Fuselaje) y 1 carrera Técnica en Despacho de Vuelo.[13]
- Facultad de Ingeniería de Sistemas Computacionales. Tiene sus orígenes en el Instituto Politécnico. Inició sus actividades el 21 de abril de 1975, con 135 estudiantes en las carreras de Ingeniería de Sistemas Computacionales y Técnico en Ingeniería con Especialización en Programación y Análisis de Sistemas. Con la creación de la Universidad Tecnológica de Panamá se convierte en Facultad. Tiene el compromiso de formar y adiestrar recurso humano en el área de la informática.[21] En el año 2022 la Facultad de Ingeniería de Sistemas Computacionales brindó 10 Maestrías, 1 Postgrado, 1 Especialización, 3 Licenciaturas en Ingeniería (de Sistemas de Información, de Sistemas y Computación, en Software), además, ofertó 5 Licenciaturas (en Ciencias de la Computación, en Ciberseguridad, en Desarrollo de Software, en Informática Aplicada a la Educación y en Redes Informáticas) y 1 Técnico en Informática para la Gestión Empresarial.[13]

- Facultad de Ciencias y Tecnología. El 26 de julio de 1996 la Asamblea Legislativa creó mediante la Ley N° 57, artículo 16 "La Facultad de Ciencias y Tecnología" de la Universidad Tecnológica de Panamá. El 3 de abril de 1997 el Consejo General Universitario aprobó la estructura Administrativa,  la incorporación de los Centros Regionales y la de los Administrativos que laboran en las nueve Coordinaciones. El 15 de julio de 1997 se realizaron las elecciones para escoger las Autoridades de la Facultad.[22]  Para el año 2021, la Facultad de Ciencias y Tecnología brindó 2 Doctorados, 7 Maestrías, 6 Postgrados, 1 Profesorado, 2 Licenciaturas en Ingeniería (en Alimentos y en Ingeniería Forestal), además de 1 Licenciatura en Comunicación Ejecutiva Bilingüe.[13]

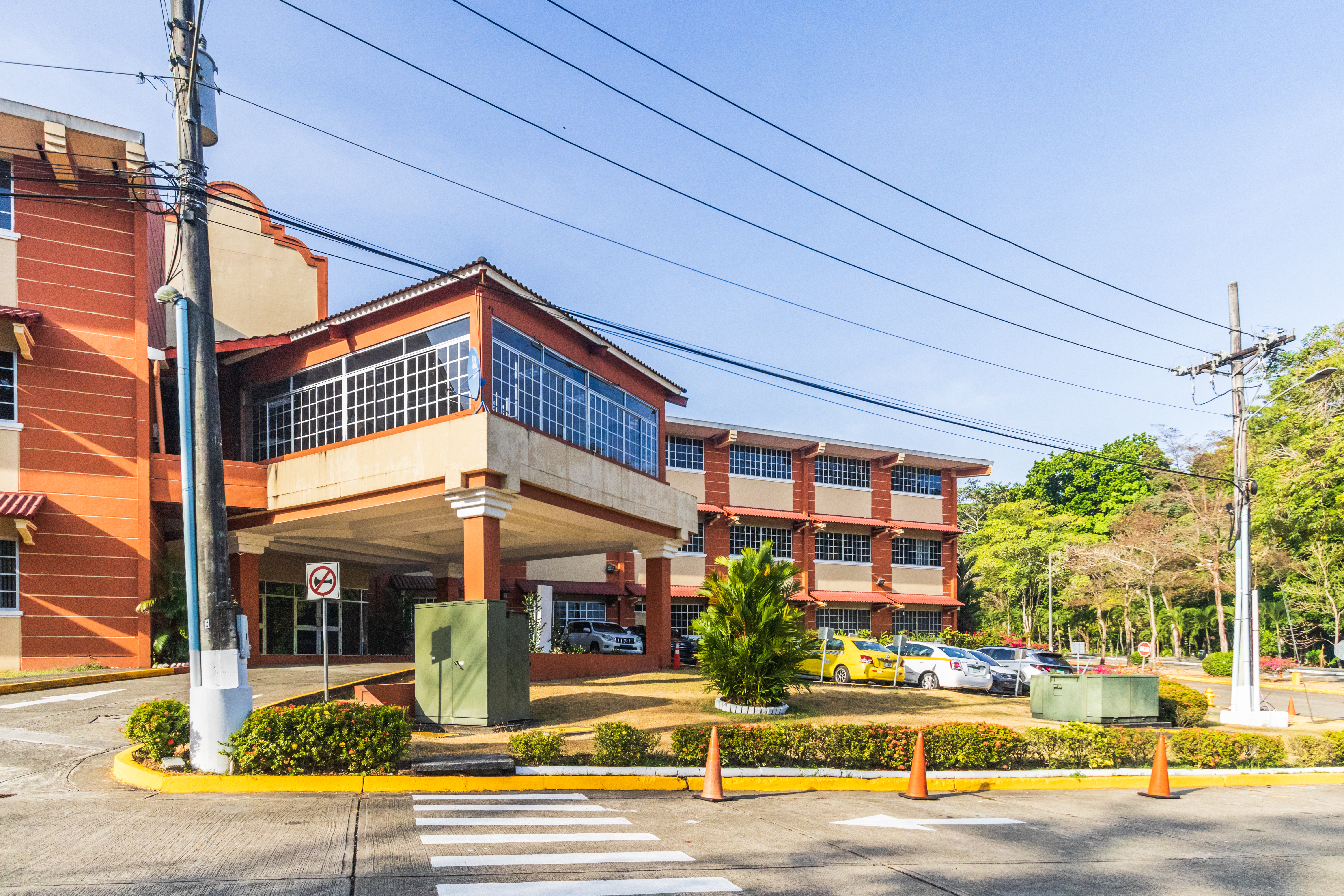
Edificio de Postgrado, en el Campus Dr. Víctor Levi Sasso

## Sedes
- Panamá
  - Campus Metropolitano “Dr. Víctor Levi Sasso”

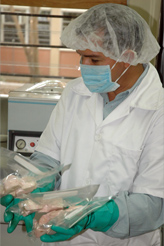
Centros de Investigación

  - Sede de Howard
  - Sede de Tocumen
- Centro Regional de Azuero
- Centro Regional de Bocas del Toro
- Centro Regional de Coclé
- Centro Regional de Colón
- Centro Regional de Chiriquí
- Centro Regional de Panamá Oeste
- Centro Regional de Veraguas

## Centros de Investigación
- Centro Experimental de Ingeniería (CEI)
- Centro de Producción e Investigaciones Agroindustriales (CEPIA)
- Centro de Investigaciones Hidráulicas e Hidrotécnicas (CIHH)
- Centro de Investigación, Desarrollo e Innovación en Tecnologías de la Información y las Comunicaciones (CIDITIC)
- Centro de Investigación e Innovación Eléctrica, Mecánica y de la Industria (CINEMI)

## Difusión Cultural
- Organización de Presentaciones de Libros y Revistas
- Revista Panameña de Cultura – MAGA
- Organización de la Semana del Libro
- Organizadores del Premio Centroamericano de Literatura "Rogelio Sinán"
- Organizadores del Premio Nacional de Cuento "José María Sánchez"
- Organizadores del Concurso MAGA del Cuento Breve
- Organizadores del Premio Nacional de Poesía “Pablo Neruda”
- Diplomado en Creación Literaria